# Willa Brown

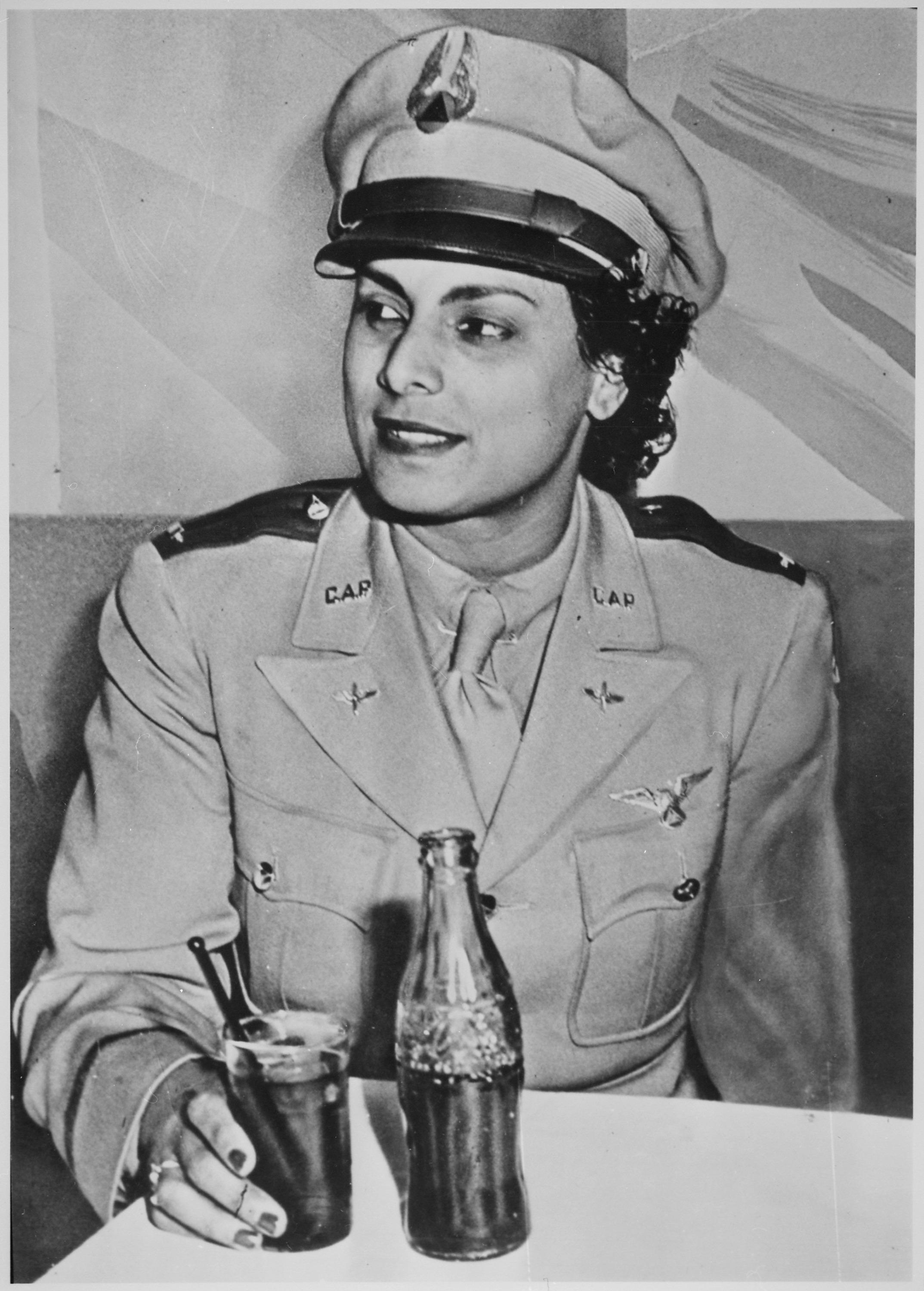
Willa Brown Chappell

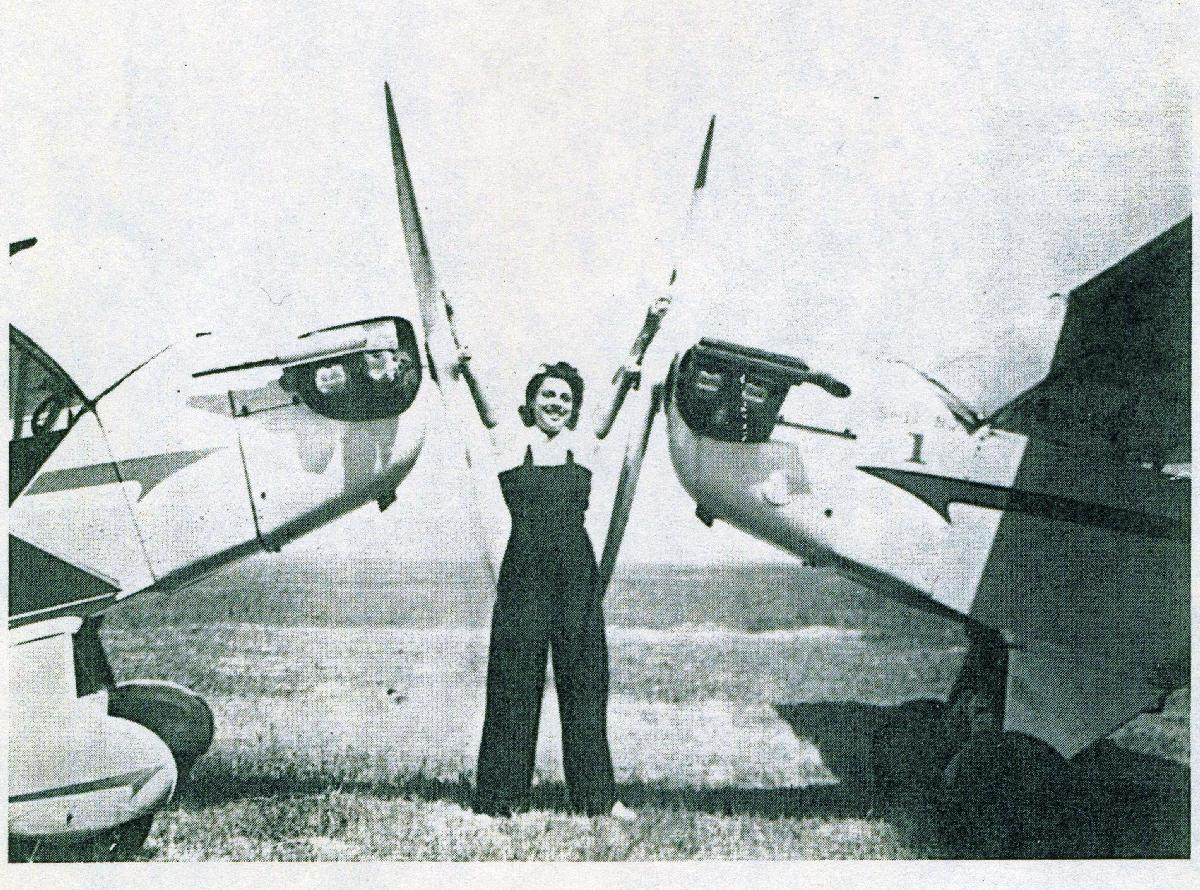
Willa Brown als junge Frau auf einem Flugplatz zwischen zwei Flugzeugen

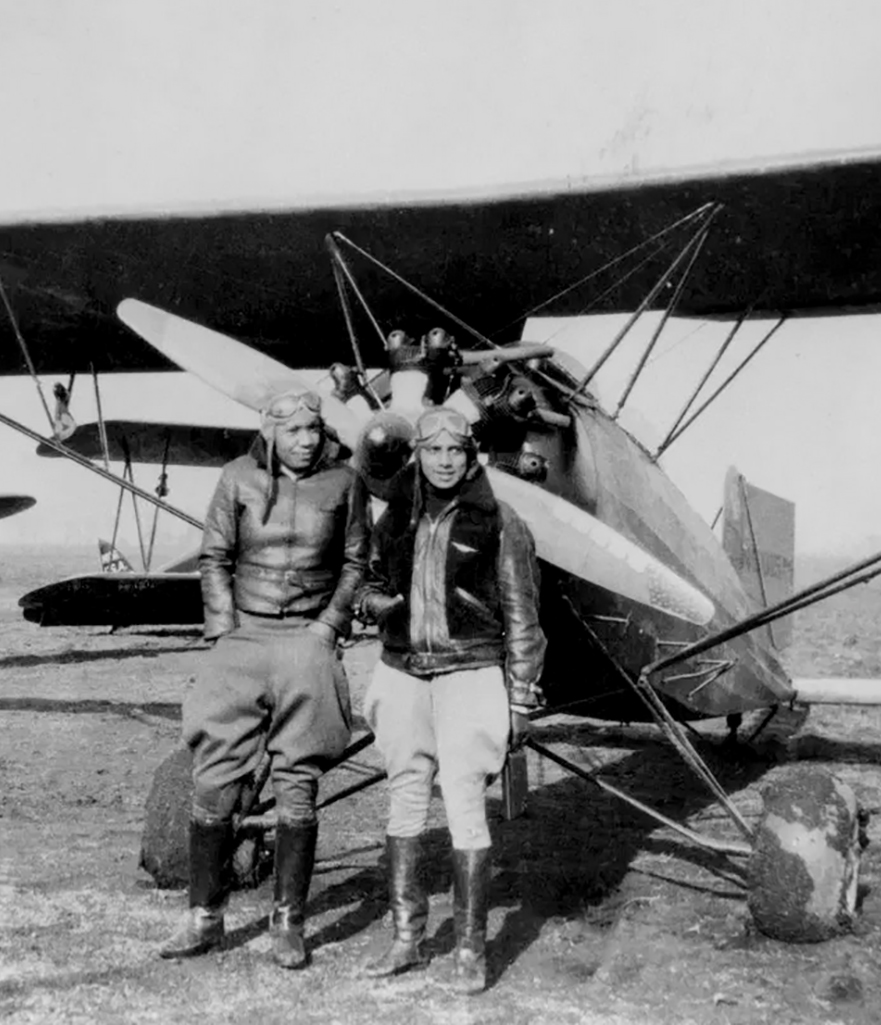
Lola Albright und Willa Brown

Willa Beatrice Brown Chappell (* 22. Januar 1906 in Glasgow, Kentucky; † 18. Juli 1992 in Chicago) war eine US-amerikanische Pilotin, Lobbyistin, Lehrerin und Bürgerrechtlerin. Sie war die erste afroamerikanische Frau, die in den USA einen Pilotenschein erhielt, die erste afroamerikanische Frau, die für den Kongress der Vereinigten Staaten kandidierte, die erste afroamerikanische Offizierin bei der Civil Air Patrol und die erste Frau in die USA, die sowohl eine Pilotenlizenz als auch eine Flugzeugmechanikerlizenz besaß.

## Leben und Werk
Brown war die Tochter von Reverend Brown und Erice B. Brown und absolvierte die Wiley High School in Terre Haute, Indiana. Sie studierte am State Teachers College at Indiana (heute: Indiana University of Pennsylvania) mit einem Bachelor-Abschluss 1927. Nach ihrem College-Abschluss unterrichtete sie als Highschool-Lehrerin an der Roosevelt High School in Gary (Indiana). 1929 heiratete sie ihren ersten Ehemann, den afroamerikanischen Feuerwehrmann Wilbur J. Hardaway, von dem sie 1931 geschieden wurde.
An der Northwestern University erhielt sie 1937 den Master-Abschluss. Mit Unterstützung des Herausgebers der Zeitung The Chicago Defender, Robert Abbott, der auch Bessie Coleman bei der Verfolgung ihrer Luftfahrtziele geholfen hatte, schrieb sie sich an der Aeronautical University in Chicago ein und erwarb 1935 ein Master Mechanic-Zertifikat. Unter der Anleitung des zertifizierten Fluglehrers und Luftfahrtmechanikers Cornelius Coffey erwarb sie 1938 ihren Privatpilotenschein und bestand ihre Prüfung mit einer nahezu perfekten Punktzahl von 96 Prozent.
1939 gründeten sie, Coffey und ihr Freund Enoch P. Waters die National Airmen's Association of America. Ihr Ziel war es, schwarzen Luftfahrtkadetten die Zulassung zum US-Militär zu sichern. Als Nationalsekretärin der Organisation und Präsidentin der Niederlassung in Chicago wurde sie eine Aktivistin für Rassengleichheit. Sie setzte sich beharrlich bei der US-Regierung für die Integration schwarzer Piloten in das getrennte Army Air Corps und das Federal Civilian Pilot Training Program (CPTP) ein, ein System, das von der Civil Aeronautics Authority kurz vor Ausbruch des Zweiten Weltkriegs eingerichtet wurde. Ziel der CPTP war es, einen Pool von Zivilpiloten für den Einsatz in nationalen Notfällen bereitzustellen. Brown erhielt den Rang eines Offiziers in dieser ersten integrierten Einheit.
1941 wurde sie die erste afroamerikanische Offizierin der Civil Air Patrol (CAP). Sie gründete zusammen mit Coffey die Coffey School of Aeronautics, wo sie während der Depression am Harlem Airport in Chicago schwarze Piloten ausbildeten. Als Aktivistin für Rassengleichheit übte sie ihre Position als Präsidentin der Chicagoer Niederlassung der National Airmen's Association of America aus, um eine Petition an die LT.S. Regierung zur Integration von Afroamerikanern in die LT.S. Army Air Corps und Aufnahme von Afroamerikanern in das Ausbildungsprogramm für zivile Piloten einzureichen. Als der Kongress für eine getrennte, aber gleichberechtigte Teilnahme von Schwarzen an zivilen Flugtrainingsprogrammen stimmte, war die Coffey School of Aeronautics eine der wenigen ausgewählten privaten Luftfahrtschulen, die für die Teilnahme ausgewählt wurden. Später wurde ihre Flugschule von der US-Armee ausgewählt, um schwarze Auszubildende für das Air Corps-Pilotenausbildungsprogramm am Tuskegee Institute bereitzustellen. Brown war maßgeblich an der Ausbildung von mehr als 200 Studenten beteiligt, die später Tuskegee-Piloten wurden. Schließlich wurde sie Koordinatorin des Kriegsausbildungsdienstes für die Zivilluftfahrtbehörde und Mitglied des Frauenbeirats der Federal Aviation Administration. Bis 1943 war sie die einzige Frau in den Vereinigten Staaten, die sowohl eine Mechanikerlizenz als auch eine kommerzielle Lizenz für die Luftfahrt besaß und zusammen mit ihrem Ehemann die Präsidentschaft eines großen Luftfahrtunternehmens bildete. 1947 heirateten sie und Cornelius Coffey, aber die Ehe dauerte nicht lange.
Brown blieb in Chicago politisch und sozial aktiv, lange nachdem die Coffey School geschlossen wurde. Sie war die erste Afroamerikanerin, die 1946 als Republikanerin für den Kongress kandidierte. Obwohl diese Kandidatur erfolglos war, versuchte sie es 1948 und 1950 erneut. Ende der 1940er Jahre versuchte sie einen Flughafen im Raum Chicago zu errichten, was sie zu einem Teil ihrer politischen Plattform machte. 1955 heiratete sie Reverend J.H. Chappell, Pastor der Chicago West Side Community Church, der 1991 verstarb. Sie unterrichtete von 1962 bis 1971 an der Westinghouse High School und war von 1972 bis 1975 als erste Afroamerikanerin Mitglied des Frauenbeirats der Federal Aviation Administration.

## Mitgliedschaften
Sie war Mitglied mehrerer Flugorganisationen, darunter der Challenger Air Pilot's Association, des Chicago Girls Flight Club und des Frauenbeirats der Federal Aviation Administration.

## Auszeichnungen und Anerkennungen
- 1939: zitiert im 76. Kongressbericht für Leistungen in der Luftfahrt
- 1939: Time Magazine stellte Brown in seiner Ausgabe vom 25. September 1939 vor
- 2002: Women in Aviation International ernennt sie zu einer der 100 einflussreichsten Frauen in der Luft- und Raumfahrt
- 2003: Aufnahme in die Kentucky Aviation Hall of Fame
- 2010: Auszeichnung von der Indiana State University Alumni Association mit dem Distinguished Alumni Award
- Historische Markierung Nr. 238 an der Kreuzung der Straßen Race und Washington in Glasgow, Kentucky. Der Marker wurde in Anerkennung von Willa Brown Chappell errichtet, „der ersten afroamerikanischen Frau, die in den USA einen Pilotenschein erworben hat“.